# وست ولی، واشینگتن
وست ولی (به انگلیسی: West Valley) یک منطقهٔ مسکونی در ایالات متحده آمریکا است که در شهرستان یاکیما، واشینگتن واقع شده‌است. وست ولی ۱۸٫۷ کیلومتر مربع مساحت و ۱۰٬۴۳۳ نفر جمعیت دارد و ۳۶۴ متر بالاتر از سطح دریا واقع شده‌است.